# 2000년 5·18 전야제 술파티 파문
5·18 전야제 술파티 파문 또는 5·18 기념일 주점 파문은 5·18 광주 민주화 운동 기념일 전야에 정범구, 송영길, 김민석 등 이른바 대한민국의 386세대 유력 정치인들이 광주광역시내 유흥업소 새천년NHK 가라오케의 술좌석에 참석하여 논란이 된 사건이다.
임수경이 386운동권 인터넷 게시판에 올렸다 지웠던 글에 따르면, 현장에는 정치인 김성호, 장성민, 이종걸, 김태홍, 이상수 등이 참여하였으며 현장에 있던 우상호가 임수경에게 욕설을 하였다고 한다. 해당글이 논란이 되자 임수경은 기자회견을 통해 "당시 사건을 악의적으로 왜곡.과장하고 정치 쟁점화해 젊은 세대의 몰락을 즐기려는 세력이 있다"면서 구체적인 상황을 묻는 질문에 대한 답은 얼버무리며 상황 수습에만 급급한 모습을 보였다.

## 원인
2000년 5월 17일 5·18 광주 민주화 운동 사회자로 행사준비차 광주광역시에 내려간 임수경은 동료 386 세대 정치인들과 망월동 묘역에 가서 참배를 하고 전야제 행사를 진행하였다. 전야제 행사가 종료될 무렵 정범구는 임수경에게 저녁회식차 장소인 새천년 가라오케의 장소를 알려주었다. 이들은 17일 오후 광주 망월동 묘역의 광주항쟁 기념식에 참석한 뒤 전야제가 열리고 있던 심야에 그랜드호텔 근처의 한 단란주점으로 자리를 옮겨 술판을 벌였던 것으로 확인됐다. 전야제 행사를 마치고 새천년 NHK가라오케에 도착하였다.
임수경은 항의문을 인터넷에 올렸으며 언론에도 보도될 정도로 이슈가 되었다. 이에 임수경은 기자회견을 통해 본래 글의 취지와 달리, 욕설 등이 포함되는 글로 변질되었다고 밝혔으나 글에 묘사된게 실제 상황이 맞는지에 대한 질문에는 답하지 않았다.

## 경과
잠시 합석했다 뛰쳐나간 임수경에 의해 알려지기 시작해 인터넷신문 동아닷컴, 오마이뉴스 등에 5월 24일부터 소개됐고 이 소식을 들은 네티즌과 일반시민들은 해당 국회의원 및 당선자들에게 E메일과 전화 등으로 격렬하게 항의하는 사태를 빚었다. 진보 진영과 단체에서는 사태 수습과 관련 글 삭제조치 등을 시도하였으나, 보수주의 진영에서는 이 글의 내용을 퍼나르고 확산시키는 것으로 맞대응하였다. 2000년 5월 24일과 5월 25일 사건은 결국 지면신문에 보도되기에 이르렀다.
광주 민주화 운동 기념일 술파티 파문은 광주 항쟁 기간 중 각 언론에 화제, 이슈가 되었고 논란의 대상이 되었다. 동시에 도덕적 청렴함을 무기 삼았던 386세대 및 진보진영 정치인들에 대한 맹공격으로 이어졌다. 당사자들을 대신해서 한 386세대는 사죄의 글을 보내오기도 했다.
386세대 절대다수는 살아 남았다라는 부끄러움으로 단지 역사 속에서 내 몫의 호흡만을 치열하게 더하여 왔을 뿐이다. 다만 어제까지 보여준 제도권 정당과 언론에게만 있던 386의 젊음과 희망 그리고 개혁조차 한판 술자리로 끝장나고, 앞서서 나갔던 이름 없는 많은 님들의 고단한 역사가 묻혀가는 현실이 안타깝다. 386세대의 한 사람으로 386 지도급 인사들의 반역사적, 몰가치적 행태에 국민 여러분에게 심려를 끼쳐드린 점 머리 숙여 깊이 사죄드린다.

논란이 된 임수경의 글은 보수주의 진영 언론 및 사이트 게시판에 확산되었다. 보수주의 진영이 언론 및 사이트에 확산하는 도중 글의 내용을 왜곡하여 글쓴이의 취지를 변질시켰다.
사태가 커지자 80년대 운동권에 몸담았던 '386세대'들의 모임인`한국의 미래 제3의 힘'은 2000년 5월 30일 오후 숭실대에서 비상총회를 열고 지난 17일 있었던 386세대 젊은 정치인들의 '5.18 전야제 술자리 파문'에 대한 입장을 밝히고 향후 대책을 논의하였다.
당시 문제의 술자리에 참석했던 회원들의 제명 결정과 총회에서는 당시 술자리에 잠시 동석했던 임수경씨가 이 모임 홈페이지에 '술자리 사건'을 고발 비판하는 글을 실었던 것을 삭제한데 대한 책임을 지고 모임을 주도해 온 이
정우 총무 등 실무위원회 15인 위원 전원이 사퇴 하였다. 임수경에 따르면 '제3의 힘' 사이트에서 파장을 우려, "사후에 삭제해도 좋냐"며 동의를 구해왔다. 임수경은 그들의 이미지나 입장을 흐릴 우려가 있다고 판단, 삭제에 동의했다고 한다.

## 임수경의 해명
임수경은 2000년 5월 26일 기자회견을 갖고, "인터넷상에 유포되는 글은 내가 쓴 것이 아니다. 당초 내가 올린 글과는 다르고 취지나 의미들이 변질,각색되고 있어 안타깝고 서글프다"면서 "당초 취지는 존경하던 선배들이 5월 17일 광주에서 술을 마시고 있었다는 사실이 실망스러워 이것을 어떻게 해결하면 좋을지를 공유하고 비판하려던 것이다"라고 말하였다.
또한 임수경은 '단란주점이나 욕설 등 구체적 상황'을 묻는 질문에 "사건의 본질이 아니다. 정치적으로 왜곡되는 현실이 화가 난다"고 대답하였다.

## 비판
정치인 겸 칼럼니스트 유시민은 5월 26일 동아일보에 논평을 내고 5·18 광주 민주화 운동을 남의 아버지 제삿날이라며 무관심한 시각을 비판하던 것을 주지시키고 이어 ''386 당선자'들은 이제 대학생이 아니라 국가권력의 일각을 차지한 국민의 대표들이다. 과거 독재정권과의 싸움에서는 강철같은 이념적 확신과 불퇴전의 용기가 필요했겠지만, 갖가지 검은 유혹을 이겨내야 할 지금의 그대들에게는 민의를 받드는 겸허함과 공인으로서의 엄격한 자기관리가 필요하다.

만약 그대들이 그날의 술자리가 알려질 경우 어떤 파문이 일어날 것인지를 의식하지 못할 정도로 느슨한 자세를 가졌다면 유권자들에게 약속했던 정치개혁의 꿈은 아예 지금 접는 것이 좋겠다.', '회복하기 어려운 도덕적 상처를 입었다. 특히 초선들은 걸음마를 시작하기도 전에 넘어진 셈이다. 국민의 가슴에도 냉소와 환멸의 상처가 깊이 그어졌다. 이것을 치유하려면 ‘부적절한 술자리’에 있었던 그대들은 지난 80년대에 치렀던 것 못지 않은 희생과 헌신을 다해야 할 것이다.'며 술파티 사건을 비판하였다.

## 같이 보기
- 5∙18 광주 민주화 운동
- 임수경
- 우상호
- 송영길
- 장성민